# ساشا جونسون مانينغ
ساشا جونسون مانينغ (بالإنجليزية: Sasha Johnson Manning)‏ هي ملحنة ومغنية بريطانية، ولدت في 1963.

## وصلات خارجية
- ساشا جونسون مانينغ على موقع IMDb (الإنجليزية)
- ساشا جونسون مانينغ على موقع ميوزك برينز (الإنجليزية)
- ساشا جونسون مانينغ على موقع ديسكوغز (الإنجليزية)